# Art UK
L'Art UK è un istituto di beneficenza culturale e di formazione del Regno Unito, che ha sede a Covent Garden, precedentemente noto come Public Catalog Foundation. Dal 2003 ha digitalizzato più di 300.000 dipinti, sculture e altre opere d'arte di oltre 53.700 artisti.
Venne creato per il fine, completato tra il 2003 e il 2012, di ottenere diritti sufficienti per consentire al pubblico di vedere le immagini di tutti i circa 210.000 dipinti ad olio di proprietà pubblica nel Regno Unito. Originariamente i dipinti erano resi accessibili attraverso una serie di cataloghi di libri a prezzi accessibili, principalmente per contea. Successivamente le stesse immagini e informazioni sono state inserite su un sito web in collaborazione con la BBC, originariamente chiamato Your Paintings, ospitato come parte del sito web della BBC. La ridenominazione nel 2016 ha coinciso con il trasferimento del sito web in un sito autonomo. Sul sito sono ora presenti opere di circa 50.000 pittori presenti in più di 3.000 collezioni.
I cataloghi e il sito web consentono ai lettori di vedere un'illustrazione, normalmente a colori, e una breve descrizione di ogni dipinto e scultura nelle collezioni nazionali del Regno Unito. Queste informazioni hanno notevoli vantaggi educativi e costituiscono gli elementi costitutivi per la successiva ricerca storico-artistica.
I ricavi delle vendite dei cataloghi effettuate dalle collezioni sono destinati alla conservazione e al restauro dei dipinti ad olio in loro custodia. La copertura include musei nazionali e locali e collezioni comunali, dipinti nelle università, palazzi vescovili della Chiesa d'Inghilterra, ospedali, proprietà di proprietà del National Trust e alcune altre istituzioni private come i college delle università di Oxford e Cambridge. Sono incluse le collezioni di enti come Arts Council England, English Heritage e Government Art Collection. Tuttavia, la Collezione Reale non è inclusa.
Art UK riceve importanti finanziamenti dall'Heritage Lottery Fund e da altre fonti.
Nel novembre 2016, la rivista Apollo ha assegnato ad Art UK il premio di "Digital Innovation of the Year". Nel 2022 le è stato assegnato nuovamente il premio "Digital Innovation of the Year" per i risultati ottenuti nella catalogazione delle sculture che sono patrimonio pubblico britannico. L'artista Yinka Shonibare è il mecenate di Art UK 2019 e ha elogiato gli sforzi dell'ente di beneficenza, «la scultura pubblica è il modo più democratico per condividere l'arte […] trascende la razza, la classe o lo status economico».